# Britney: For the Record
Pour plus de détails, voir Fiche technique et Distribution.
Britney: For the Record, renommée en France, Britney: Backstage, est un documentaire centré sur l'artiste américaine Britney Spears et sorti en 2008. Le documentaire de 60 minutes est une introspection dans l'organisation du retour de Britney Spears dans l'industrie musicale à la suite de ses difficultés professionnelles et personnelles très médiatisées. Réalisé par Phil Griffin et produit par Andrew Fried, For the Record a été entièrement tourné à Beverly Hills, Hollywood et New York au cours du troisième trimestre de l'année 2008. Le tournage a débuté le 5 septembre 2008, deux jours avant la venue de Spears aux MTV Video Music Awards.
MTV, l'un des deux distributeurs officiels du documentaire, posta sur son site le premier trailer promotionnel le 9 octobre 2008. Le documentaire est diffusé pour la première fois le 30 novembre 2008 sur MTV aux États-Unis, deux jours avant la sortie du sixième album studio de la chanteuse, Circus pour lequel il a servi d'outil de promotion. For the Record a été accueilli de manière très positive par les fans tandis que les critiques globales sont elles, mitigées.

## Synopsis
Britney Spears est une chanteuse, auteur-compositrice, danseuse et occasionnellement actrice américaine. Britney: For the Record révèle les moments les plus intimes de Spears sur une période de 60 jours, à partir du début de sa descente aux enfers très médiatisée, jusqu'à la manière dont elle a fait un retour en grâce dans le monde de la musique. Elle émet également des réflexions sur ses décisions passées, déclarant: « Je suis une personne intelligente... Que diable pensais-je? » Le documentaire comprend des séquences de son apparition aux MTV Video Music Awards de 2008, de son entrée en studio d'enregistrement mais aussi des images de tournage des vidéoclips de ses singles Womanizer et Circus, extrait de son album studio Circus, de ses répétitions... Madonna fait également une apparition spéciale lors d'une séquence d'interview. Spears parle de ses relations passées. Elle explique que devoir vivre sa rupture d'avec son petit ami Justin Timberlake sous le feu des projecteurs n'était pas chose facile pour une adolescente. Elle a estimé que toute la publicité faite autour de cela a rendu encore plus difficile le fait de passer à autre chose à un si jeune âge, ça a été déroutant pour elle. Son divorce d'avec son mari, le père de ses deux fils, Kevin Federline, a été pire encore, explique-t-elle. Cette déperdition a eu un encore plus gros impact sur elle et une fois de plus toute l'attention des médias ne l'a pas aidée.
Spears s'est exprimée à propos de ses sentiments envers sa mise sous tutelle par son père et sur la manière dont elle ressentait sa vie, disant: « Il n'y a aucune excitation, il n'y a pas de passion... J'ai des jours vraiment bons, et puis j'ai de mauvais jours. Même quand vous allez en prison, vous le savez, il y a un moment où vous allez sortir. Mais dans cette situation, ça ne finit jamais. C'est comme Un jour sans fin tous les jours. » La chanteuse ajouta: « je pense que tout est trop sous contrôle, si je n'étais pas sous les contraintes, je me sentirai tellement libérée. Lorsque je leur dis ce que je ressens, c'est comme s'ils entendaient, mais qu'ils n'étaient pas vraiment à l'écoute. Je n'ai jamais voulu devenir une de ces personnes prisonnières. J'ai toujours voulu me sentir libre ». Britney Spears a également évoqué ses sentiments envers ses fans et son style musical. « C'est bizarre parce que votre musique est un reflet de ce que vous traversez » dit-elle. « C'est comme une partie de moi, la musique, de ce que j'ai vécu. » Dans un autre passage, Britney parle de la manière dont elle utilise son travail en tant que danseuse et chanteuse afin de faire face au stress et comment cela l'aide à gérer ses émotions. Elle dit que pour elle, la danse est comme une thérapie. « Les gens pensent que lorsque vous allez mal dans la vie, vous devez aller en thérapie. Pour moi, l'art est une thérapie, parce que c'est comme si vous vous exprimez d'une manière spirituelle. Parfois, vous n'avez pas besoin d'utiliser des mots » poursuit-elle. « Parfois, c'est une émotion que vous avez besoin de ressentir quand vous dansez, que vous devez toucher. Et la seule chose qui peut vous faire toucher, ressentir cette émotion, c'est lorsque vous bougez d'une certaine façon. »

## Anecdotes
Le documentaire se termine par la phrase de Britney : « Je traverse la vie comme le Karaté Kid. »